# Artêmia
As artémias (português europeu) ou artêmias (português brasileiro), são pequenos crustáceos da ordem Anostraca, têm tamanho e coloração variadas - que vão do rosa pálido ao avermelhado, branco ou esverdeado, dependendo do tipo de alimento que elas consumirem.
Vivem em regiões de água salgada concentrada (Salinas) - ambiente extremo no qual poucas espécies desenvolvem-se, de forma que há poucos predadores - por serem ricas em proteínas, vitaminas (principalmente a vitamina A e o Caroteno) e sais minerais, é um dos melhores alimentos vivos que pode se fornecer aos peixes. Acelera a recuperação de doenças (artêmia em grego significa: "protegida de Artémis") e seus náuplios são indispensáveis na alimentação de alevinos. Cavalos- marinhos e corais - entre outras espécies - que alimentam-se quase que exclusivamente de náuplios de artêmias.
A artêmia salina está em constante estado de locomoção, pois são animais filtradores que dependem disso para alimentar-se e respirar. Possui 11 pares de pernas torácicas, que variam um pouco no tamanho. Cada perna possui 7 enditos ("galhinhos") com finíssimos cílios que atuam na filtragem e coleta de alimentos. Quando as pernas se movimentam para frente, formam as "caixas filtradoras", nas quais por meio das cerdas coletadas micro algas, bactérias, diatomáceas e flagelados, além dos detritos orgânicos em suspensão no corpo aquático.
De fácil dimorfismo sexual atinge a fase adulta por volta dos 20 dias de vida, a fêmea adulta possui uma bolsa incubadora no último segmento torácico e, ao contrário do macho, não apresenta apêndices abdominais. Durante a cópula, o macho utiliza as segundas antenas, semelhantes a bigodes, para enganchar-se a fêmea. Pode reproduzir-se de duas maneiras distintas: viviparamente, na qual ocorre liberação direta de náuplios, ou oviparamente na qual os embriões se desenvolvem até a fase de gástrula e se encapsulam nesse estágio dentro de uma casca interrompendo seu metabolismo e podendo permanecer como cisto durante longo período de tempo.

## Espécies
- Artemia franciscana
- Artemia gracilis
- Artemia monica
- Artemia nyos
- Artemia parartemia
- Artemia parthenogenetica
- Artemia persimilis
- Artemia pollicaris
- Artemia salina
- Artemia sinica
- Artemia tunesiana
- Artemia urmiana

## Resistência
As artêmias são animais extremamente resistentes, o que lhes permite ficarem desidratadas por mais de 10 000 anos, viver em locais com alta concentração de sal e/ou pH extremo, ficarem em locais com temperatura entre o zero absoluto e 105°C, receberem altas quantidades de radiação cósmica e ultravioleta, serem expostas a inseticidas e ficarem no vácuo ou em pressões extremamente altas. O que lhes permite sobreviver nessas condições extremas é a criação de cistos ultra-resistentes quando são expostas a essas condições, e também remoção de toda a água contida em suas células, substituindo-a pela trealose. Elas também são capazes de fazer reparos no DNA e em proteínas, no caso de algumas dessas moléculas terem sido desnaturadas durante o processo.
Na década de 1990, durante uma perfuração para extrair petróleo no Grande Lago Salgado (Utah, Estados Unidos), foram encontrados cistos com mais de 10 000 anos de idade entre duas camadas de sal e ao jogar água, eles eclodiram.